# Luca Marini
Luca Marini (Urbino, 10 agosto 1997) è un pilota motociclistico italiano.

## Biografia
Figlio di Stefania Palma, madre di Valentino Rossi, e di Massimo Marini, cresce a Tavullia, dove, grazie all'esempio del fratello maggiore, fin dall'età di quattro anni comincia ad avvicinarsi al mondo delle minimoto.
Fin da bambino gareggia con un logo composto dalla raffigurazione di Guido, bulldog di famiglia, che tiene fra le zampe il numero 97 (suo anno di nascita). Tuttavia, dalla stagione 2015, a causa della non disponibilità del 97, deve cambiare il numero sulla livrea delle sue moto, scegliendo quindi il 10.

## Carriera

### Motociclismo

#### Gli inizi
Nel 2004 esordisce all'ultima gara di campionato europeo di minimoto nei Paesi Bassi arrivando quinto, per poi vincere all'endurance per Telethon dello stesso anno. Ottiene subito un'altra vittoria nella gara di Natale a Cattolica prima del 6º posto nelle selettive regionali per il campionato italiano minimoto.
Nel 2008 partecipa all'Honda Junior Trophy vincendo qualche gara e ottenendo buoni risultati generali, mentre nel 2010 gareggia nel campionato italiano mini gp con una Honda 125cc a quattro tempi del Team Gresini.
Nel 2011 in sella a una "RMU", partecipa al campionato Italiano MiniGp80 (motociclette a due tempi 80 cm³ di cilindrata), dove conquista sei pole position e sei vittorie su sei gare, ottenendo il titolo nazionale con due gare d'anticipo, per poi ripetere la doppietta anche nelle due gare conclusive. Sempre a quattordici anni prende parte alla gara di apertura del campionato Italiano Velocità (CIV) sul circuito del Mugello: in sella a una Honda nella classe Moto3, firma il decimo tempo nelle prove libere e il tredicesimo nelle qualifiche, per classificarsi dodicesimo fra le Moto3 e ventunesimo assoluto. Nel 2012, in sella ad una Honda, chiude ottavo nel CIV Moto3.
Nel 2013 corre con il team Twelve Racing nella categoria Moto3 del campionato italiano velocità, facendo occasionalmente da wild card in quello spagnolo (CEV) e una volta nel motomondiale. Vedendolo gareggiare in queste occasioni, l'Aspar Team si interessa a lui e arrivano quindi alla firma di un contratto per l'anno 2014, durante il quale guida una Kalex-KTM nel campionato spagnolo velocità (già campionato internazionale), ma a causa della sua notevole altezza è costretto a lasciare ben presto le Moto3 per motociclette di maggior cilindrata. Nel 2015 esordisce quindi nella categoria Moto2 del CEV con il team Pons Racing, alla guida di una Kalex 600 cm³, concludendo la sua prima stagione con il quinto piazzamento in classifica generale e risultando il primo italiano a salire sul podio di Moto2 del campionato spagnolo velocità (nello stesso anno divenuto Campionato Europeo ufficialmente riconosciuto da FIM Europe).

#### Motomondiale

##### Moto3
Esordisce nel motomondiale grazie a una wild card nella classe Moto3 al Gran Premio di San Marino nel 2013, ma la sua gara finisce poco dopo la partenza a causa di un errore nel cambio di marcia. Nel 2015, ancora grazie a una wild card, corre il Gran Premio di San Marino in Moto2, terminando la gara al ventunesimo posto. Il 2 dicembre dello stesso anno viene ufficializzata l'entrata di Marini nel team Forward Racing di Moto2, a fianco del già presente pilota italiano Lorenzo Baldassarri, anch'egli facente parte della VR46 Riders Academy.

##### Moto2
Nelle qualifiche del primo Gran Premio di Moto2 del 2016, a causa di un incidente da cui il pilota esce indenne, la moto subisce grossi danni e Marini avrà il tempo di effettuare un solo giro, piazzandosi ventiseiesimo in griglia di partenza, finendo la gara in decima posizione. Due settimane dopo nel Gran Premio di Termas de Rio Hondo in Argentina, si qualifica ventiduesimo e concludendo la gara diciottesimo. Nel weekend successivo ad Austin, Texas, ottiene lo stesso piazzamento in qualifica, ma la sua gara termina presto a causa di un incidente dal quale esce illeso. In occasione del Gran Premio di Spagna sul circuito di Jerez conquista l'undicesimo piazzamento in griglia di partenza, finendo la gara al sedicesimo posto. Durante la gara perde l'anteriore e cade al terzo giro mentre è in lotta per la settima posizione, riprende la corsa e risale dall'ultimo posto fino al sedicesimo, posizione con cui finisce la gara. Sul circuito Bugatti di Le Mans si qualifica decimo e conclude la gara in dodicesima posizione.
In qualifica al Mugello raggiunge la decima posizione. Il giorno dopo in gara perde diverse posizioni al momento dello start, ma è in rimonta quando, durante il terzo giro, Álex Márquez lo centra in pieno nel tentativo di sorpassarlo cadendo entrambi. Nel giro successivo a seguito della caduta di Xavi Vierge è esposta bandiera rossa, e la gara viene fermata per ripristinare la sicurezza in pista. A causa di ulteriori complicazioni la ripartenza subisce un ritardo di oltre mezz'ora, ma Luca Marini non potrà comunque ripartire per via dei significativi danni alla moto subiti nello schianto con la barriera protettiva del circuito. Chiude la stagione al ventitreesimo posto in classifica piloti con 34 punti all'attivo e un sesto posto in Germania come miglior risultato.

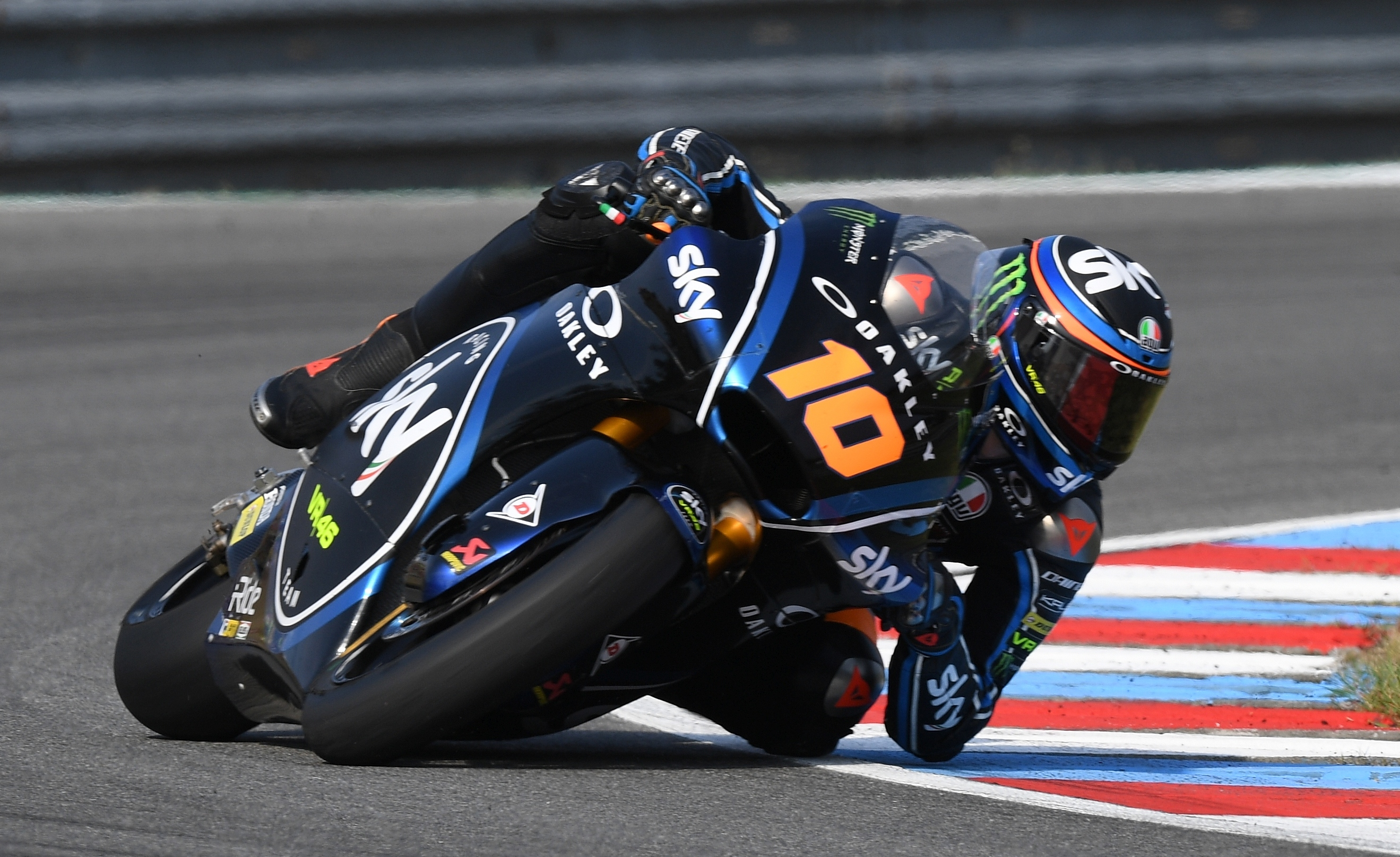
Marini in Moto2 nel 2018, mentre piega la sua Kalex sull'asfalto di Brno.

Nel 2017 è nuovamente pilota titolare in Moto2, con lo stesso Team e lo stesso compagno di squadra della stagione precedente. Nelle prime quattro prove del campionato si classifica sempre in posizioni a punti ma nella quinta prova disputata a Le Mans cade poco dopo la partenza e nell'incidente subisce un infortunio alla spalla sinistra che comprometterà buona parte del resto della stagione. Riesce a partecipare al GP d'Italia giungendo sesto al traguardo, ma a Barcellona nel week-end successivo è costretto a rinunciare anche alle qualifiche a causa dell'edema esteso di braccio e spalla sorto nella caduta in Francia. Ad Assen cade al primo giro in seguito a un contatto con Corsi, accusato di un impetuoso tentativo di sorpasso. Partecipa alle qualifiche del Sachsenring (Germania), ma a causa del dolore e dei problemi persistenti alla spalla sinistra deve rinunciare a disputare anche questa gara; dei controlli medici successivi al week-end francese avevano evidenziano infatti una lieve frattura alla clavicola oltre alla contusione già nota. Dopo cinque settimane di pausa il campionato riparte dalla Repubblica Ceca, dove si qualifica settimo. La gara iniziata sull'asciutto viene però interrotta a causa della pioggia dopo otto giri; nella seconda breve parte di gara riparte dal decimo posto, rimontando fino al quarto posto, con due secondi di distacco dal podio, conquistando il suo miglior risultato nel motomondiale fino a quel momento. Anche in Austria la sua gara dura pochissimo; coinvolto indirettamente nell'incidente di Fabio Quartararo alla prima curva, che provoca una reazione a catena. A Silverstone due settimane dopo si qualifica al quinto posto e conclude undicesimo dopo essere arrivato durante la gara anche fino al terzo posto. Non ottiene punti nelle ultime sei prove della stagione, concludendo il campionato al 15º posto con 59 punti.
Nel 2018 passa allo SKY Racing Team VR46 del fratello Valentino, che gli affida una Kalex; il compagno di squadra è Francesco Bagnaia. Ottiene il suo primo podio di carriera al Sachsenring, chiudendo in terza posizione dietro al vincitore Brad Binder e Joan Mir. Nel GP successivo, a Brno, ottiene la prima pole position in carriera, chiudendo poi la gara secondo in volata alle spalle del portoghese Miguel Oliveira. In Austria allunga la striscia di podi consecutivi terminando la gara al terzo posto. In Thailandia chiude in seconda posizione dietro al compagno Bagnaia, firmando la prima doppietta in Moto2 per lo Sky Racing Team VR46. Nel penultimo GP stagionale, in Malesia, ottiene la prima vittoria di carriera davanti ad Oliveira e al neoiridato Bagnaia. Ottiene la pole position in Comunità Valenciana.
Mercoledì 19 settembre viene ufficializzata la sua permanenza in Moto2 con lo stesso team anche nel 2019, con Nicolò Bulega come compagno di squadra. Ottiene un secondo posto in Italia e un terzo posto in Olanda. Domenica 6 ottobre 2019 vince la sua seconda gara in carriera in Moto2 con lo Sky Racing Team VR46 in Thailandia. Al Twin Ring Motegi, in occasione del Gran Premio motociclistico del Giappone, conquista la prima pole position stagionale (19 ottobre), vincendo poi la gara. Chiude la stagione al 6º posto con 190 punti.
Nel 2020 è nuovamente pilota dello Sky Racing Team VR46, affiancato dal nuovo compagno di squadra Marco Bezzecchi. In questa stagione emerge come uno dei contendenti alla vittoria del titolo mondiale, ottenendo tre successi (Spagna, San Marino e Catalogna) e tre secondi posti (Andalusia, Austria e Portogallo), oltre che due pole position (Emilia Romagna e Catalogna). Un calo di risultati nell'ultima parte di stagione lo porta a perdere la leadership della classifica e a fine anno chiude al secondo posto con 196 punti, dietro all'iridato Enea Bastianini.

##### MotoGP

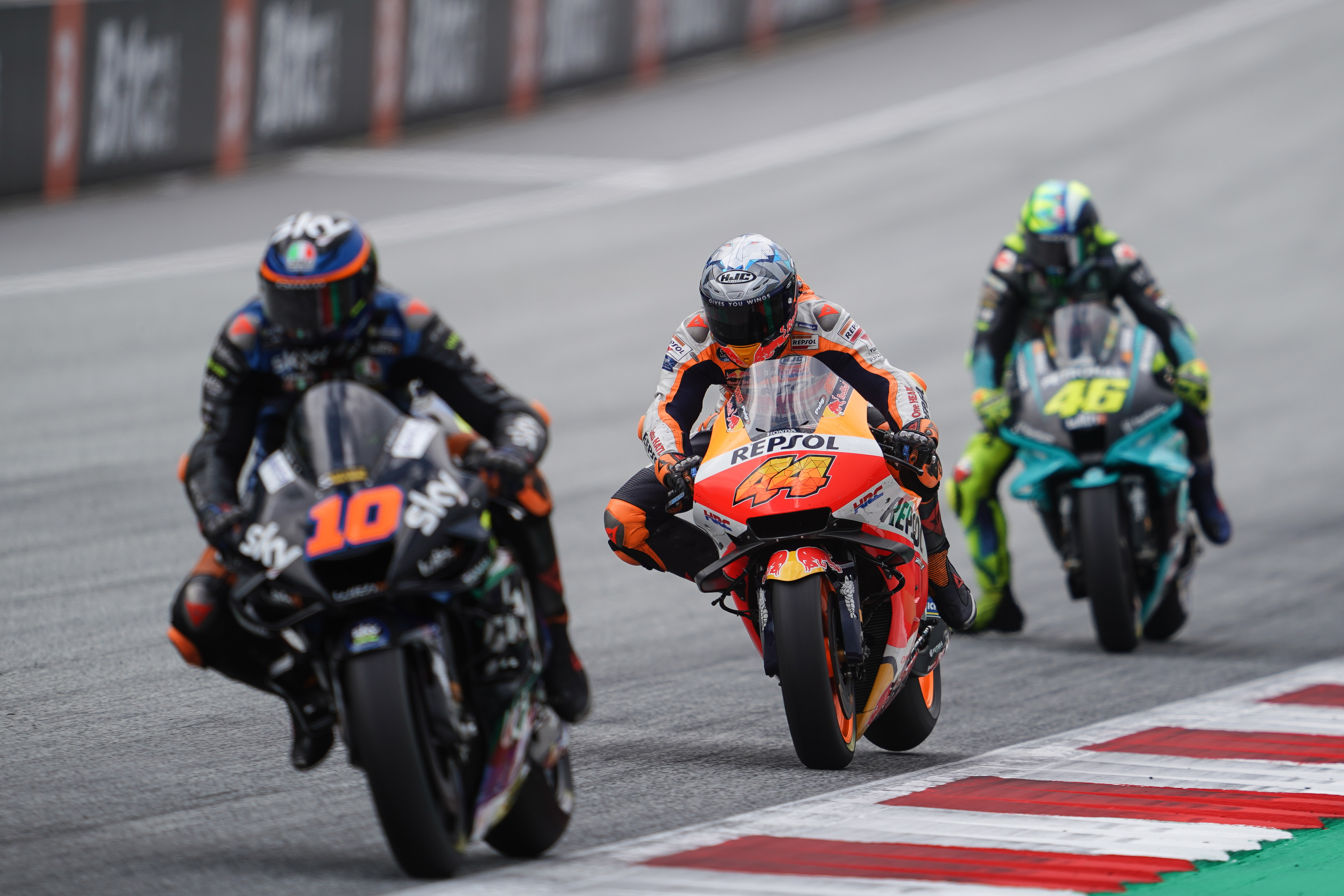
Marini in MotoGP nel 2021, sulla Ducati Desmosedici di Avintia Racing, precede Pol Espargaró e il fratello maggiore Valentino Rossi a Spielberg.

Nel 2021 passa in MotoGP, alla guida della Ducati Desmosedici GP19 del team Esponsorama Racing; il compagno di squadra è Enea Bastianini. Ottiene come miglior risultato un quinto posto in Austria (dove, col finale di gara segnato dall'arrivo della pioggia, è tra i pochi piloti a provare l'azzardo di portare la moto al traguardo con gomme da asciutto) e chiude la stagione al diciannovesimo posto con 41 punti.
Nel 2022 passa al team Mooney VR46, ritrovando come compagno di squadra il connazionale Bezzecchi, al debutto in classe regina. Equipaggiato con una più competitiva Desmosedici GP22, coglie dieci piazzamenti in top-10 con due quarti posti (Austria e San Marino) come migliori risultati stagionali. In Malesia fa registrare il suo primo ritiro, rientrando ai box alla fine del primo giro per un problema all'abbassatore e interrompendo così una striscia di 36 arrivi al traguardo consecutivi in MotoGP. A fine anno è dodicesimo in classifica con 120 punti.
La stagione 2023, che introduce le gare sprint in MotoGP, inizia con un doppio zero nell'appuntamento inaugurale in Portogallo, frutto di una caduta sia nella sprint che in gara. In Argentina ottiene il terzo posto nella sprint, mentre nel Gran Premio delle Americhe ad Austin conquista il suo primo podio in MotoGP, tagliando il traguardo in seconda posizione dietro al vincitore Álex Rins. È costretto a saltare i Gran Premi d'India e del Giappone a causa di una frattura alla clavicola sinistra, rimediata dopo un incidente alla prima curva nella sprint indiana. Tornato in pista in Indonesia, ancora convalescente, centra la sua prima pole position in MotoGP e quello stesso giorno chiude al secondo posto nella sprint. Nel Gran Premio del Qatar mette a segno la sua seconda pole position stagionale, firmando anche il record del circuito, e termina terzo sia nella sprint che in gara. Chiude il campionato in ottava posizione con 201 punti.

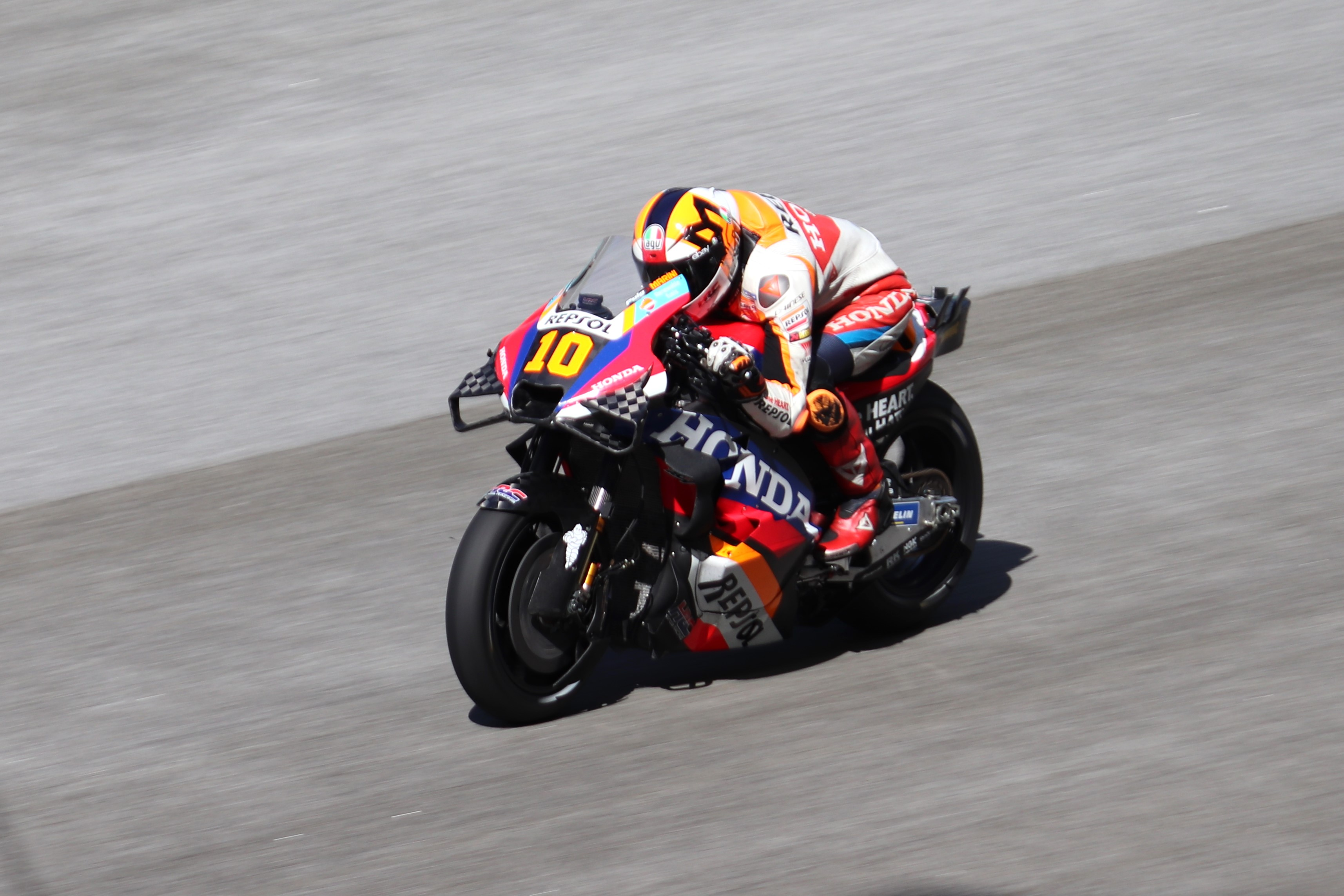
Marini su Honda RC213V nel Gran Premio della Malesia 2024.

Il 27 novembre 2023, all'indomani del GP della Comunità Valenciana, viene ufficializzato il suo passaggio al team Repsol Honda per la stagione 2024, con Joan Mir come compagno di squadra. Dopo un inizio molto difficile caratterizzato da nessun punto a causa della poca competitività della moto e alle difficoltà di adattamento, riesce a conquistare il suo primo punto stagionale in Germania, anche grazie ad una penalità inflitta ad Augusto Fernández. Nella seconda parte di stagione raggiunge più frequentemente la zona punti e chiude il campionato in ventiduesima posizione, con 14 punti.
La stagione 2025 comincia in maniera molto più positiva rispetto alla precedente, con una serie di piazzamenti a punti tra cui un ottavo posto nel Gran Premio delle Americhe. Il 28 maggio, durante un test a Suzuka in vista di una possibile partecipazione alla 8 Ore, Marini è vittima di un incidente a seguito del quale riporta fratture allo sterno e a una clavicola, lesioni ai legamenti del ginocchio sinistro, la lussazione di un'anca e uno pneumotorace. Rientra in azione nel Gran Premio di Germania al Sachsenring, dove ottiene il suo miglior risultato con i colori HRC con la sesta posizione.

### Automobilismo
Il 14 dicembre 2019 debutta alla 12 Ore del Golfo, vincendo nella categoria PRO AM, alla guida di una Ferrari 488 GT3, insieme con il fratello Valentino Rossi ed Uccio Salucci come compagni di squadra.

## Risultati nel motomondiale
| 2013 | Classe | Moto |  |  |  |  |  |  |  |  |    |  |  |  |     |  |  |  |  |  |  |  |  |  | Punti | Pos. |
| ---- | ------ | ---- |  |  |  |  |  |  |  |  | -- |  |  |  | --- |  |  |  |  |  |  |  |  |  | ----- | ---- |
| 2013 | Moto3  | FTR  |  |  |  |  |  |  |  |  | NE |  |  |  | Rit |  |  |  |  |  |  |  |  |  | 0     |      |

| 2015 | Classe | Moto  |  |  |  |  |  |  |  |  |  |  |  |  |    |  |  |  |  |  |  |  |  |  | Punti | Pos. |
| ---- | ------ | ----- |  |  |  |  |  |  |  |  |  |  |  |  | -- |  |  |  |  |  |  |  |  |  | ----- | ---- |
| 2015 | Moto2  | Kalex |  |  |  |  |  |  |  |  |  |  |  |  | 21 |  |  |  |  |  |  |  |  |  | 0     |      |

| 2016 | Classe | Moto  |    |    |     |    |    |     |     |     |   |    |     |     |    |    |    |    |   |    |  |  |  |  | Punti | Pos. |
| ---- | ------ | ----- | -- | -- | --- | -- | -- | --- | --- | --- | - | -- | --- | --- | -- | -- | -- | -- | - | -- |  |  |  |  | ----- | ---- |
| 2016 | Moto2  | Kalex | 10 | 18 | Rit | 16 | 12 | Rit | Rit | Rit | 6 | 17 | Rit | Rit | 13 | 25 | 12 | 16 | 9 | 22 |  |  |  |  | 34    | 23º  |

| 2017 | Classe | Moto  |   |    |    |   |     |   |     |     |     |   |     |    |     |     |     |    |     |    |  |  |  |  | Punti | Pos. |
| ---- | ------ | ----- | - | -- | -- | - | --- | - | --- | --- | --- | - | --- | -- | --- | --- | --- | -- | --- | -- |  |  |  |  | ----- | ---- |
| 2017 | Moto2  | Kalex | 6 | 12 | 10 | 5 | Rit | 6 | Inf | Rit | Inf | 4 | Rit | 11 | Rit | Rit | Rit | 23 | Rit | 23 |  |  |  |  | 59    | 15º  |

| 2018 | Classe | Moto  |   |    |    |     |     |   |    |   |   |   |   |    |     |    |   |   |   |   |     |  |  |  | Punti | Pos. |
| ---- | ------ | ----- | - | -- | -- | --- | --- | - | -- | - | - | - | - | -- | --- | -- | - | - | - | - | --- |  |  |  | ----- | ---- |
| 2018 | Moto2  | Kalex | 9 | 16 | 13 | Rit | Rit | 7 | 17 | 8 | 3 | 2 | 3 | AN | Rit | 11 | 2 | 9 | 5 | 1 | Rit |  |  |  | 147   | 7º   |

| 2019 | Classe | Moto  |   |   |   |   |    |   |   |   |    |   |     |   |    |   |   |   |     |    |   |  |  |  | Punti | Pos. |
| ---- | ------ | ----- | - | - | - | - | -- | - | - | - | -- | - | --- | - | -- | - | - | - | --- | -- | - |  |  |  | ----- | ---- |
| 2019 | Moto2  | Kalex | 8 | 7 | 6 | 8 | 13 | 2 | 6 | 3 | 10 | 5 | Rit | 9 | 11 | 4 | 1 | 1 | Rit | 10 | 8 |  |  |  | 190   | 6º   |

| 2020 | Classe | Moto  |     |   |   |   |   |   |   |   |   |    |     |    |   |   |   |  |  |  |  |  |  |  | Punti | Pos. |
| ---- | ------ | ----- | --- | - | - | - | - | - | - | - | - | -- | --- | -- | - | - | - |  |  |  |  |  |  |  | ----- | ---- |
| 2020 | Moto2  | Kalex | Rit | 1 | 2 | 4 | 2 | 7 | 1 | 4 | 1 | 17 | Rit | 11 | 6 | 5 | 2 |  |  |  |  |  |  |  | 196   | 2º   |

| 2021 | Classe | Moto   |    |    |    |    |    |    |    |    |    |    |   |    |    |    |    |   |    |    |  |  |  |  | Punti | Pos. |
| ---- | ------ | ------ | -- | -- | -- | -- | -- | -- | -- | -- | -- | -- | - | -- | -- | -- | -- | - | -- | -- |  |  |  |  | ----- | ---- |
| 2021 | MotoGP | Ducati | 16 | 18 | 12 | 15 | 12 | 17 | 12 | 15 | 18 | 14 | 5 | 15 | 20 | 19 | 14 | 9 | 12 | 17 |  |  |  |  | 41    | 19º  |

| 2022 | Classe | Moto   |    |    |    |    |    |    |   |   |   |   |    |    |   |   |   |   |    |   |     |   |  |  | Punti | Pos. |
| ---- | ------ | ------ | -- | -- | -- | -- | -- | -- | - | - | - | - | -- | -- | - | - | - | - | -- | - | --- | - |  |  | ----- | ---- |
| 2022 | MotoGP | Ducati | 13 | 14 | 11 | 17 | 12 | 16 | 9 | 6 | 6 | 5 | 17 | 12 | 4 | 4 | 7 | 6 | 23 | 6 | Rit | 7 |  |  | 120   | 12º  |

| 2023 | Classe | Moto   |     |    |    |   |      |    |    |   |   |   |    |    |    |     |      |    |    |     |   |   |  |  | Punti | Pos. |
| ---- | ------ | ------ | --- | -- | -- | - | ---- | -- | -- | - | - | - | -- | -- | -- | --- | ---- | -- | -- | --- | - | - |  |  | ----- | ---- |
| 2023 | MotoGP | Ducati | Rit | 83 | 27 | 6 | Rit4 | 45 | 54 | 7 | 7 | 4 | 11 | 97 | NP | Inf | Rit2 | 12 | 73 | 109 | 3 | 9 |  |  | 201   | 8º   |

| 2024 | Classe | Moto  |    |    |    |    |    |    |    |    |    |    |     |    |    |    |     |    |    |    |    |    |  |  | Punti | Pos. |
| ---- | ------ | ----- | -- | -- | -- | -- | -- | -- | -- | -- | -- | -- | --- | -- | -- | -- | --- | -- | -- | -- | -- | -- |  |  | ----- | ---- |
| 2024 | MotoGP | Honda | 20 | 17 | 16 | 17 | 16 | 17 | 20 | 17 | 15 | 17 | Rit | 17 | NP | 12 | Rit | 14 | 14 | 12 | 15 | 16 |  |  | 14    | 22º  |

| 2025 | Classe | Moto  |    |    |   |    |    |    |    |     |     |     |   |    |    |  |  |  |  |  |  |  |  |  | Punti | Pos. |
| ---- | ------ | ----- | -- | -- | - | -- | -- | -- | -- | --- | --- | --- | - | -- | -- |  |  |  |  |  |  |  |  |  | ----- | ---- |
| 2025 | MotoGP | Honda | 12 | 10 | 8 | 10 | 10 | 11 | 15 | Inf | Inf | Inf | 6 | 12 | 13 |  |  |  |  |  |  |  |  |  | 55    |      |

| Legenda | 1º posto        | 2º posto            | 3º posto            | A punti      | Senza punti        | Grassetto – Pole position Corsivo – Giro più veloce |
| Legenda | Gara non valida | Non qual./Non part. | Ritirato/Non class. | Squalificato | '-' Dato non disp. | Grassetto – Pole position Corsivo – Giro più veloce |